# Сорумське сільське поселення
Сору́мське сільське поселення (рос. Сорумское сельское поселение) — сільське поселення у складі Білоярського району Ханти-Мансійського автономного округу Тюменської області Росії.
Адміністративний центр та єдиний населений пункт — селище Сорум.
Населення сільського поселення становить 1591 особа (2017; 1509 у 2010, 1499 у 2002).